# Большезмеинский сельсовет
Большезмеи́нский сельсовет — сельское поселение в Щигровском районе Курской области. 
Административный центр — село Большой Змеинец.

## География
Населённые пункты Большезмеинского сельсовета расположены по берегам реки Косоржи.

## История
Большезмеинский сельсовет существовал на территории Щигровского района после Великой Отечественной войны.
В июне 1954 года во исполнение Указа Президиума Верховного Совета РСФСР «Об укрупнении сельских Советов» Большезмеинский сельсовет был упразднён, а населённые пункты, входившие в него, были включены в состав Никольского сельсовета.
Большезмеинский сельсовет с центром в селе Большой Змеинец был повторно образован в ноябре 1990 года из 6 населённых пунктов Никольского сельсовета.
Большезмеинский сельсовет получил статус сельского поселения в соответствии с законом Курской области №48-ЗКО «О муниципальных образованиях Курской области» от 14 октября 2004 года. 

## Транспорт
По территории Большезмеинского сельсовета проходит автомобильная дорога с покрытием, осуществляется пригородное автобусное сообщение с городом Щигры.

## Население
| 2002 | 2010 | 2012 | 2013 | 2014 | 2015 | 2016 |
| ---- | ---- | ---- | ---- | ---- | ---- | ---- |
| 490  | ↘394 | ↘374 | ↘362 | ↘348 | ↘347 | ↘340 |
| 2017 | 2018 | 2019 | 2020 | 2021 |      |      |
| ↘332 | ↘322 | ↗327 | ↘311 | ↘282 |      |      |

## Состав сельского поселения
| № | Населённый пункт | Тип населённого пункта       | Население |
| - | ---------------- | ---------------------------- | --------- |
| 1 | Большой Змеинец  | село, административный центр | ↘239      |
| 2 | Заречье          | деревня                      | ↘37       |
| 3 | Капитоновка      | деревня                      | ↘4        |
| 4 | Конопляновка     | деревня                      | ↘59       |
| 5 | Новосёловка      | деревня                      | ↘55       |
| 6 | Чижовка          | деревня                      | →0        |